# Order (Band)
Order ist eine norwegische Death- und Black-Metal-Band aus Oslo, die 2013 gegründet wurde.

## Geschichte
Die Band wurde im Juni 2013 gegründet und bestand aus dem Schlagzeuger Kjetil Esten Haraldsson Manheim, dem Sänger Eirik „Billy“ „Messiah“ Norheim, dem Gitarristen Anders Odden und dem Bassisten René Jansen. Nachdem Letzterer am 3. Dezember 2014 verstorben war, kam Stig „Stu Manx“ Amundsen als Ersatz hinzu. 2016 war die Band auf dem Inferno Metal Festival Norway zu sehen. Im folgenden Jahr erschien über Listenable Records das Debütalbum Lex Amentiae.

## Stil
Im Interview mit Sebastian Schilling vom Rock Hard gab der Schlagzeuger Manheim an, dass es sich bei Lex Amentiae gewissermaßen um ein Konzeptalbum handelt, dass sich mit dem Zustand der Welt beschäftige, die von wahnsinnigen Herrschern und Ideen bestimmt werden würden. Das Lied Torquemada sei nach dem Inquisitor Tomás de Torquemada benannt und sei geschrieben worden, um an die vergangenen Verbrechen der Religionen zu erinnern. Prophet handele von selbsternannten Propheten, die sich einbilden würden, Stimmen zu hören und zu Gott zu sprechen, und denen dann Menschen folgen und eine Religion gründen würden. Dugma hingegen sei ein Angriff auf religiöse Ideologien und Folly Grandeur thematisiere dogmatische Sklavenreligionen, die Menschen unterdrücken und eine gesellschaftliche Entwicklung behindern würden. Order sei ein Kommentar zu der Beziehung zwischen Anführern und den Schafen, über die sie bestimmen würden. Messiah kritisiere korrupte Staatschefs. Laut Schilling erinnert das Album an frühen Black Metal im Stil von Celtic Frost und Venom, verarbeite jedoch auch moderne Einflüsse. Andreas Schiffmann schrieb in seiner Albumrezension in derselben Ausgabe, dass eine „abgründige Monotonie“ und eine „recht authentische Düsterkeit im Sinne des frühen Black Metal der zweiten Welle“ zu hören ist. Jedoch schaffe es kein Lied einen bleibenden Eindruck zu hinterlassen. Schilling rezensierte das Album ebenfalls und empfand ein paar Songs als einprägsam. Auf dem Album versuche die Band „die Stilmittel der zweiten Black-Metal-Welle in ein modernes Gewand zu kleiden“. In seiner Rezension zu Lex Amentiae stellte Alucard von hell-is-open.de fest, dass hierauf eine aggressive Mischung aus Death- und Black-Metal enthalten ist, wobei die Band auf den permanenten Einsatz von Blastbeats sowie auf „irgendwelchen verblendeten Zirkuszauber und Mainstreamambitionen“ verzichte. Gelegentlich mache man auch von Sprechgesang Gebrauch.

## Diskografie
- 2016: Folly Grandeur (Demo, Eigenveröffentlichung)
- 2017: Prophet (Single, Listenable Records)
- 2017: Torquemada (Single, Listenable Records)
- 2017: Lex Amentiae (Album, Listenable Records)